# Malcolm Keen
Malcolm Keen (Bristol, 8 agosto 1887 – Northwood, 30 gennaio 1970) è stato un attore inglese.
Principalmente noto per aver interpretato tre film del periodo inglese di Alfred Hitchcock,  L'aquila della montagna, Il pensionante e L'isola del peccato.

## Filmografia parziale
- The Lost Chord, regia di Wilfred Noy (1917)
- L'aquila della montagna (The Mountain Eagle), regia di Alfred Hitchcock (1926)
- Il pensionante (The Lodger: A Story of the London Fog), regia di Alfred Hitchcock (1926)
- L'isola del peccato (The Manxman), regia di Alfred Hitchcock (1929)
- La notte della festa (The Night of the Party), regia di Michael Powell (1935)
- La madre dello sposo (The Mating Season), regia di Mitchell Leisen (1951)
- Il bandito di York (The Lady and the Bandi), regia di Ralph Murphy (1951)
- Kind Lady, regia di John Sturges (1951)
- Rob Roy, il bandito di Scozia (Rob Roy, the Highland Rogue), regia di Harold French (1953)
- Indagine pericolosa (Fortune Is a Woman), regia di Sidney Gilliat (1957)
- Amsterdam operazione diamanti (Operation Amsterdam), regia di Michael McCarthy (1959)
- Francesco d'Assisi (Francis of Assisi), regia di Michael Curtiz (1961)
- Due più due fa sei (Two and Two Make Six), regia di Freddie Francis (1962)
- Delitto di coscienza (Life for Ruth), regia di Basil Dearden (1962)